# Dominique Pitsaer
Marie Joseph Dominique Pitsaer (Tirlemont, 30 mai 1853 - Rumsdorp, 3 juin 1912) fut un homme politique belge, membre du parti catholique.
Cet agriculteur fut élu conseiller communal de Rumsdorp (1885), puis en devint bourgmestre (1886) ; député suppléant de Hyacinthe Cartuyvels (1897-1900), puis élu député de l'arrondissement de Huy-Waremme (1900-12).

## Sources
- bio sur ODIS